# Терминология го
Го имеет достаточно объёмную собственную терминологию. Большинство терминов го имеют японское происхождение и на другие языки не переводятся, а транслитерируются. В связи с этим у многих из них может быть по несколько вариантов произношения. Иногда кальки с японского используются наряду с переводами и транслитерациями, так что одному понятию может соответствовать несколько терминов.
Часть терминов го пришла в русский непосредственно из японского языка, часть — путём механической транслитерации англоязычных терминов, в большинстве, представляющих собой написание тех же японских слов с помощью ромадзи. Вследствие этого существует по два-три варианта прочтения и написания одних и тех же терминов (самэай — сэмэаи, тэсудзи — тэсуджи — тесудзи — тесуджи, ёсэ — йосэ, симари — шимари). В данной статье для таких терминов приводится либо наиболее распространённое, либо соответствующее системе Поливанова написание.
Помимо японской терминологии существует также корейская и китайская. В России они не приняты. Для ознакомления см. сайт в разделе «Ссылки»

## Инвентарь

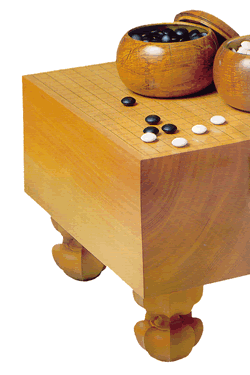
Инвентарь для игры в го — гобан, камни, чаши

- гобан (яп. 碁盤 гобан) — доска для го. В России гобаном обычно называют доску, выполненную в виде толстого деревянного столика на невысоких ножках, то есть, собственно, традиционный японский гобан, либо просто высококачественную дорогую деревянную доску. Традиционный японский гобан изготавливается из древесины кайя, имеет размеры 45,4×42,4 см, высоту 15-19 см и ножки высотой 12,1 см, то есть общая высота его составляет не менее 27 см. Конструкция гобана рассчитана на то, что игроки будут сидеть, по азиатскому обычаю, на полу.
- доска — прямоугольник, через равные промежутки расчерченный линиями, на котором играют в го. Имеет прямоугольную форму, во время игры располагается так, чтобы короткие стороны были обращены к игрокам (это сделано с учётом особенностей зрения — при взгляде на доску под углом клетки воспринимаются как квадратные). Материалы для досок используются самые разнообразные — древесина, пластмассы, клеёнка, различные гибкие материалы, даже ткань. Полная доска имеет разлиновку 19×19 линий, для учебных целей и неофициальных партий также часто используются доски 13×13 и 9×9. Правила Инга также предусматривают возможность игр на досках 17×17, 15×15, 11×11, хотя такие доски применяются существенно реже.
- камень  (яп. 碁石 гоиси) — фишка для игры в го. В игре используются камни двух цветов, обычно чёрные и белые, хотя встречаются и другие сочетания (например, красные и зелёные, тёмно-нефритовые и салатовые). Существует две традиционные формы камней го: японская и китайская (первые более распространены в мире, вторыми играют преимущественно в Китае). Японские камни имеют чечевицеобразную форму (двояковыпуклый диск), китайские — форму диска, у которого одна сторона выпуклая, другая — плоская. Размеры камней — 20-23 мм в диаметре и 3-11 мм в высоту, камни компактных дорожных комплектов обычно меньше. У японских камней толщина считается одним из признаков качества и у лучших камней достигает 11-12 мм, китайские камни значительно тоньше. В высококачественных комплектах чёрные камни могут быть немного больше в диаметре, чем белые (на 0,5-0,8 мм); это делается потому, что при равных размерах белые камни визуально кажутся чуть больше. Изготавливают камни преимущественно из пластика, стекла, фаянса, керамики, природного камня, но встречаются и более экзотические материалы: кость, драгоценные камни, раковины моллюсков.
- комплект — полный комплект для игры в го включает доску и два набора камней тёмного и светлого цветов в специальных чашах, не менее чем по 180 камней каждого цвета[1]. Для комплекта существенно, чтобы размеры камней, чаш и доски соответствовали друг другу; камни должны ставиться на соседние пункты доски не наезжая один на другой, но при этом так, чтобы между ними не оставалось заметных промежутков. Чаши должны быть достаточно вместительными для размещения полного набора камней используемого диаметра и толщины.
Классический японский комплект высшего уровня: гобан из 700-летней древесины кайя, чаши из тутового дерева, чёрные камни из сланца или базальта, белые — из раковин моллюска хамагури; такой комплект стоит чрезвычайно дорого — от нескольких тысяч до нескольких десятков тысяч долларов.

Комплект Инга. Доска, мерные чаши шестигранной формы с камнями.

- комплект Инга (инговский комплект) — комплект для игры в го по правилам Инга. Основная отличительная особенность этого комплекта — мерные чаши специальной конструкции, которые позволяют убедиться, что количество камней каждого цвета — ровно 180, не пересчитывая камни. Мерные чаши необходимы, так как для правильности подсчёта результата, выполняемого по правилам Инга, необходимо, чтобы у каждого игрока было ровно по 180 камней. С наличием мерных чаш связана вторая характерная черта данного комплекта: размеры камней стандартизованы, соответственно, под них также стандартизованы размеры доски и шаг разлиновки в вертикальном и горизонтальном направлениях.
- чаша  (яп. 碁笥 гокэ) — сосуд с крышкой, предназначенный для хранения камней го. Чаши изготавливаются из различных материалов: пластик, дерево, камень. Традиционная форма чаш — круглая, хотя чаши современных комплектов могут быть квадратными или другой формы. Диаметр (или ширина) чаши не менее 12-15 см (чтобы удобно было брать камни). Крышка чаши делается так, чтобы в перевёрнутом положении она представляла собой нечто похожее на блюдце и её можно было удобно положить на плоскую поверхность — во время партии в крышки чаш игроки складывают захваченные камни противника.

## Игра

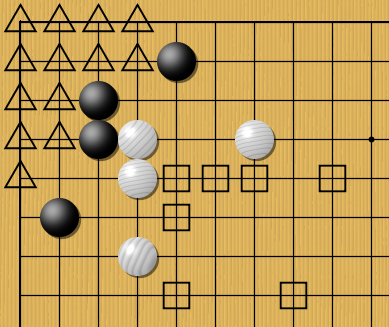
Территория и влияние в го: чёрные получили гарантированную территорию в углу, отмеченную треугольниками; белые имеют влияние на центральную часть доски (отмечено квадратами), превращение этого влияния в территорию зависит от успешной реализации стратегии белых в продолжении игры.

- бёёми (яп. 秒読み бё:ёми, посекундный отсчёт) — дополнительное время, которое даётся игроку в партии с контролем времени в случае исчерпания им основного лимита.
- кифу (яп. 棋譜) — запись партии в го, сделанная в виде изображения доски, на котором цифрами обозначены ходы в пункты, куда они были сделаны. В типографских кифу ходы обозначаются кружками чёрного и белого цвета, в которых проставлены номера ходов.
- коми (яп. 込ミ) — компенсация за право первого хода, которую чёрные дают белым в равной партии. Размер коми колеблется в разных правилах и турнирах от 5,5 до 8 очков. См. Коми (го).
- моку (яп. 目) — то же, что и очко.
- очко — единица для подсчёта результатов партии. По окончании игры каждому игроку начисляется по одному очку за каждый пункт его территории а также, в зависимости от правил, либо за каждый пленный камень, либо за каждый собственный камень, выставленный на доску. В партии побеждает, с учётом коми, игрок, набравший больше очков.
- пас — отказ игрока от своего очередного хода. В таком случае очередь хода переходит к противнику. Если оба игрока пасуют подряд, партия останавливается.
- пленные камни
  1. камни, снятые с доски в ходе игры;
  2. камни, которые не сняты с доски до конца игры, но по поводу которых игроки согласны, что они являются мёртвыми, то есть при правильной игре противника будут неизбежно сняты с доски, если партия продолжится. Такие камни снимаются и присоединяются к снятым во время партии камням перед началом подсчёта очков.
- рэнго (яп. 連合 рэнго:) — командная игра за одной доской. За одной доской с каждой стороны играет несколько игроков, делающих ходы по очереди. Игроки одной команды не имеют права переговариваться во время игры. Одна из разновидностей рэнго — парное го, когда команды состоят из двух человек.
- территория — незанятые пункты доски, окружённые со всех сторон камнями игрока. Территория принадлежит игроку, камни которого её окружают. Суть игры го — именно в захвате наибольшей территории. См. также мойо и сфера влияния.
- фора — камни, которые сильный игрок даёт слабому для компенсации разницы в уровне. Фору всегда получают чёрные (иначе говоря, в партии с форой слабейший игрок всегда играет чёрным цветом, сильнейший — белым). Форовые камни выставляются на доску перед игрой, до первого хода белых. Расстановка их может определяться правилами или быть произвольной (по правилам Инга). В го партии с форой проводятся официально, в отличие от большинства логических спортивных игр. Размер форы определяется разницей в рангах игроков. См. Фора.
- ход — постановка камня на доску либо пас.

## Ранги игроков
- дан (яп. 段) — ранг профессионального игрока го или высококвалифицированного любителя. Даны нумеруются от 1 до 9, высший дан — 9. В некоторых странах существует два ряда данов — один для профессионалов, другой для любителей. Любительские ранги слабее таких же профессиональных.
- кю (яп. 級 кю:) — ранг игрока-любителя, не достигшего уровня 1 дана. Высшим кю является 1, начальные ранги, в разных регионах, могут быть 30, 25, 21, 10.
- сёдан (яп. 初段) — первый дан. Самый слабый из данов.
- пин — ранг профессионального игрока в ранговой системе правил Инга (применяется в Китае и на Тайване). Высший ранг — 1 пин. Низший ранг — 9 пин. Разница между двумя соседними рангами пин составляет 2 очка или 1/4 камня форы (игроки 1 и 5 пин будут играть на равных, если белые дадут чёрным фору 8 очков или 1 камень, то есть чёрные в начале игры должны сделать 1 безответный ход).
- туань — ранг высококвалифицированного игрока-любителя в ранговой системе правил Инга (применяется в Китае и на Тайване). Высший ранг — 9 туань. Низший ранг — 1 туань. Между двумя соседними рангами туань разница составляет 4 очка или 1/2 камня форы (игроки 5 и 7 туань играют на равных, если белые дают чёрным фору 1 камень). 9 пин соответствует 7 туань, 5 пин — 9 туань.
- чи — ранг игрока-любителя, не достигшего уровня 1 туань, в ранговой системе правил Инга (применяется в Китае и на Тайване). Низший ранг — 9 чи, высший ранг — 1 чи. Между соседними рангами чи разница составляет 8 очков или 1 камень форы. Между 1 чи и 1 туань — 8 очков или 1 камень форы.

## Части доски

Пункты, имеющие собственные наименования

- звезда, хоси (яп. 星) — пункт, расположенный на пересечении четвёртых линий доски, считая от любого края. Также этим термином могут быть названы пункты на пересечениях средней и четвёртой линий, а также центральный пункт доски. На эти пункты устанавливаются камни форы. На доске и на диаграммах эти пункты помечаются небольшими точками (см. диаграмму справа).
- комоку (яп. 小目) — пункт на пересечении третьей и четвёртой линий доски, считая от любого края (на диаграмме помечены треугольниками). Один из возможных вариантов хода для установления контроля над углом. В современном го эти пункты, наряду с угловыми хоси, наиболее популярны для начальных ходов в партии.
- линия — вертикальная или горизонтальная черта на игровой доске. Пересечения линий образуют пункты. Выражения «первая линия», «вторая линия» и так далее в литературе по го обозначают линию, отсчитанную от любого края доски.
- мокухадзуси (яп. 目外シ) — пункт на пересечении третьей и пятой линий от соседних краёв доски (на диаграмме помечены квадратами). Ход в этот пункт часто применяется, когда в этом же углу в комоку, ближе к другой стороне, уже стоит камень. Если это камень противника, ход в мокухадзуси начинает нападение на угол, если свой — обеспечивает надёжное занятие угла игроком.
- пункт — точка пересечения линий на доске для го. На пункты во время игры ставятся камни. Из свободных пунктов состоит территория.
- сан-сан (яп. 三々) — пункт на пересечении третьих линий доски, считая от любого края (на диаграмме помечены кружками). Ходом в сан-сан игрок прочно занимает угол, но влияния на центр такой ход почти не оказывает.
- сторона — под этим обычно понимается область доски, пункты которой находятся не далее чем на четвёртой линии от ближайшего края и не ближе чем на пятой-шестой линии от соседних краёв. Точного определения стороны не существует. См. также угол и центр.
- такамоку (яп. 高目) — пункт на пересечении четвёртой и пятой линий доски, считая от любого края (на диаграмме помечены латинскими буквами A — H). Занятие этого пункта слабо влияет на угол, сильнее — на центр. Ходы в такамоку обычно делаются, когда в данном углу уже есть камни.
- тэнгэн, тэнген (яп. 天元) — центральный пункт доски.
- угол — пункты, находящиеся на пересечениях первой-четвёртой линий от двух соседних краёв доски. Точных границ угла не определено. См. сторона и центр.
- центр — пункты, находящиеся на пересечениях пятых-пятнадцатых линий от двух соседних краёв доски. Центр — это всё, что не относится к сторонам и углам.
- гоного (яп. 五ノ五) — пункт на пересечении пятых линий, считая от любого края.
- отакамоку (яп. 大高目 о:такамоку) — пункт на пересечении линий четыре и шесть или шесть и четыре, считая от углов.

## Этапы партии
1. фусэки (яп. 布石) — начальная стадия партии. В фусэки игроки создают центры влияния в углах и на сторонах, обозначают контуры сфер влияния. Ходы делаются, как правило, на третью-четвёртую линию. Фусэки завершается, когда притязания на сферы влияния определены и партия переходит к непосредственному столкновению сторон.
2. тюбан (яп. 中盤 тю:бан) — середина игры. В тюбане игроки преобразуют свои сферы влияния в территорию и пытаются вторгнуться в сферы влияния противника. Тюбан заканчивается, когда разделение доски в целом закончено, территории имеют чёткие границы, глубокое вторжение в которые уже невозможно.
3. ёсэ (яп. 寄セ) — заключительная стадия партии. Игроки завершают построение границ своих территорий, ставят недостающие камни, заполняют нейтральные пункты (последнее — если это требуется правилами подсчёта). В ёсэ особое значение приобретает расчёт ценности каждого хода. Как правило, счёт партии в этой стадии может измениться лишь незначительно, если только уровень игроков не слишком отличается. В то же время нельзя сказать, что ёсэ — маловажный или простой этап. При неправильном розыгрыше ёсэ игрок рискует проиграть уже выигранную партию.

## Расположение камней, ходы
- акисуми  (яп. 空き隅, пустой угол) — три камня одного цвета, стоящие «углом», в пунктах одной клетки доски, причём последний пункт этой же клетки пуст. Эта форма считается плохой из-за избыточности.

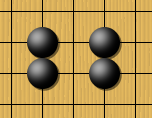
Соединение «бамбук».

- бамбук — две пары соединённых камней одного цвета, стоящих на параллельных линиях напротив друг друга, с одной пустой линией между ними. Название происходит от графического подобия формы фрагменту бамбукового ствола. Форма является одним из видов непрямого соединения — при попытке противника вторгнуться в один из пустых пунктов между двойками камней, игрок может ответным ходом во второй пустой пункт обеспечить надёжное соединение двоек.
- варикоми  (яп. 割リ込ミ) — постановка камня между двумя камнями противника.
- выше — на одну или более линий дальше от ближайшей стороны доски. Чаще всего употребляется при оценке позиции для указания на возможные ходы, например: «Здесь следовало сходить выше» — камень поставлен слишком близко от стороны. Как правило, чем выше делаются ходы, тем больше территории на стороне они позволяют получить, но защита такой территории становится сложнее. См. ниже.

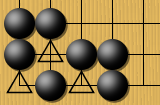
Помеченные пункты — глаза группы. Их больше одного, группа неуязвима.

- глаз — один или несколько незанятых пунктов, со всех сторон окружённых камнями одного игрока, составляющими одну или несколько групп. При этом противник не может занять все эти пункты, пока не займёт все остальные дамэ всех окружающих их камней. Группа, имеющая более одного глаза, не может быть уничтожена никакой атакой противника, поэтому игроки стремятся строить группы, способные в любой ситуации построить два глаза.
- группа — несколько камней одного игрока, расположенных таким образом, что их невозможно разделить постановкой камней другого цвета. Группа разделяет все дамэ входящих в неё камней. Камни группы могут быть взяты противником только вместе, для чего противник должен занять все дамэ этой группы.
- дамэ  (яп. 駄目) (дыхательные пункты, точки свободы) — не занятые камнями пункты, соседние по вертикали или горизонтали с пунктом, на котором стоит камень. Дамэ группы — это дамэ всех камней этой группы. Камень или группа находятся на доске до тех пор, пока имеют хотя бы одно дамэ.
- иккэн  (яп. 一間, один интервал) — два камня одного цвета, расположенные на одной линии, между которыми один пустой пункт.

- ката, катати  (яп. 形 катати, форма, формация) — хорошая форма.

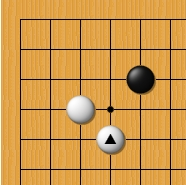
Косуми (диагональный ход)

- какари  (яп. 掛カリ) — ход, атакующий одинокий камень противника в углу. Является обычным средством для предотвращения симари, чтобы помешать противнику захватить контроль над углом.

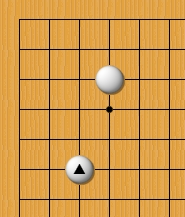
Огэйма

- когэйма  (яп. 小桂馬) — расположение двух камней, соответствующее ходу коня в шахматах — один пункт в одном направлении и через один — в перпендикулярном.
- коригатати — плохая форма камней одного цвета, неэффективная из-за чрезмерной плотности. Русская калька — «переконцентрация». Пример — пустой угол.
- косуми  (яп. 尖ミ) — один из видов непрямого соединения, когда камень ставится на соседний по диагонали пункт от камня своего цвета, при условии что оба пункта, соседних с обоими соединяемыми камнями, свободны. Прочность косуми обеспечивается тем, что при попытке разрезания противником оно одним ходом достраивается до тройки, которую уже невозможно разрезать.

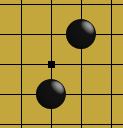
Кэйма

- кэйма  (яп. 桂馬, конь в сёги) — обобщённое название для когэйма и огэйма.

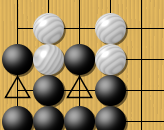
Помеченные пункты — ложные глаза. Группа может быть успешно атакована.

- ложный глаз — несколько соседних незанятых пунктов доски, внешне напоминающих глаз, но не являющихся таковым. Ложный глаз отличается от истинного тем, что противник может занять его пункты, предварительно заняв все дамэ только части окружающих эти пункты групп. Ложные глаза оставляют возможность атаки на группу.

- магари симоку  (яп. 曲ガリ四目) — область из четырёх свободных пунктов в виде русской буквы «Г», окружённая камнями одного цвета, один из трёх видов живой формы накадэ из четырёх пунктов (два других — «змейка» и «четыре в ряд»).
- миаи (яп. 見合い миай) — два свободных пункта доски, таких, что если один из игроков сходит в любой из них, то его противник может (и должен) сходить в другой, чтобы сохранить имеющееся соотношение сил. Как правило, отказ противника от хода во второй пункт миаи приводит к нежелательным для него последствиям, поэтому ход в один из пунктов миаи может в подходящих обстоятельствах использоваться как ко-угроза.
- мойо  (яп. 模様 моё:) — область доски, которая намечена игроком для окружения (путём постановки по её границам камней) и превращения в территорию, но ещё в неё не преобразована. Мойо может быть уменьшено или даже уничтожено вторжением противника.
- накадэ — «глазное пространство», пустые пункты, окружённые камнями игрока, которые потенциально могут быть превращены в два глаза окружающей их группы. В теории известно семь так называемых мёртвых форм накадэ — конфигураций из трёх-шести пустых пунктов, при которых окружающая группа гарантированно гибнет под атакой противника, то есть не может построить два глаза. Накадэ, не входящие в число семи «мёртвых», гарантируют игроку при правильной игре либо построение двух глаз, либо выживание в сэки.
- ниданбанэ  (яп. 二段跳ネ) — двойное ханэ. Два камня противника, расположенные по диагонали, прикрываются тройкой стоящих по диагонали камней, чтобы предотвратить распространение в определённом направлении.
- ниже — ближе к ближайшей стороне доски. Чаще всего употребляется при оценке позиции для указания на возможные ходы, например: «Здесь следовало сходить ниже» — камень поставлен слишком далеко от стороны. Чем ниже делаются ходы, тем прочнее занимается территория на стороне, но тем меньше её размер.
- никэн  (яп. 二間, два интервала) — два камня, стоящие на одной линии через два пустых пункта.

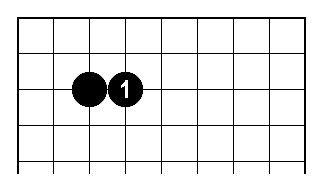
Ноби

- ноби  (яп. 伸(延)ビ)　— ход вплотную к уже стоящему на доске камню своего цвета.
- нодзоки  (яп. 覗(覘)キ) — камень, «заглядывающий» в пустое пространство, не полностью окружённое противником.

- огэйма  (яп. 大桂馬) — расположение двух камней, соответствующее удлинённому ходу коня в шахматах — один пункт в одном направлении и три пункта — в перпендикулярном.
- оки  (яп. 置キ) — пункт, занятие которого необходимо для построения глаза или, наоборот, препятствует построению глаза.
- поннуки  (яп. ポン抜き) — форма, образующаяся, когда один камень противника снимается с доски после занятия всех его дамэ (ромб из четырёх камней с пустым пунктом посредине). Считается очень хорошей формой.
- распространение — постановка камня рядом с другими своими камнями, вплотную или на некотором расстоянии, но при отсутствии камней противника между выставляемым камнем и другими камнями.
- сабаки  (яп. 捌キ) — гибкая и эффективная форма, не перегруженная камнями, но позволяющая в случае атаки противника легко повысить её прочность и защитить.
- сангэн  (яп. 三間) — два камня, расположенных на одной линии через три пустых пункта.
- симари  (яп. 締マリ) — в фусэки — постановка двух камней одного игрока в один и тот же угол. Симари позволяет установить контроль над углом, сделав его своей сферой влияния.

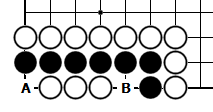
Сэки

- сэки  (яп. 関) — позиция, в которой две группы разных игроков, не имеющие по два глаза, тем не менее, не могут уничтожить одна другую, так как в случае атаки группа атакующего игрока будет уничтожена (обычно это означает, что, начав атаку, игрок создаёт для своей группы дамэдзумари). Свободные пункты в позиции сэки являются нейтральными и не учитываются при подсчёте разницы очков (они либо вообще не учитываются, либо делятся между игроками поровну и на разность очков повлиять не могут).

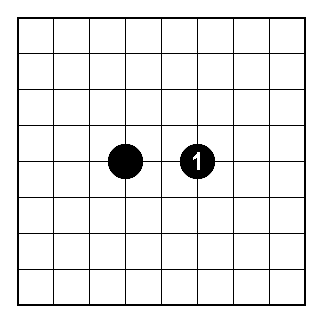
Тоби

- тоби  (яп. 跳ビ) (прыжок) — постановка камня на одной линии со своим камнем, через несколько пустых пунктов от него. Обычно термин употребляется в отношении распространения указанным образом в направлении центра. Иккэн тоби — прыжок через один пункт, никэн тоби — через два, сангэн тоби — через три.
- форма — порядок близко расположенных камней. Формы могут быть «плохими» или «хорошими», в зависимости от того, насколько они устойчивы и избыточны.
- хираки  (яп. 開キ) — то же, что и распространение.
- ханэ́  (яп. 跳ネ) — постановка камня вплотную к камню противника и одновременно по диагонали от своего камня, также стоящего вплотную к тому же камню противника.
- хасами  (яп. 挟ミ) — «клещи» — ход, в результате которого одинокий камень противника оказывается между двух камней, стоящих вдоль одной стороны по третьей-четвёртой линии, но не вплотную к ним. Хасами ограничивает распространение противника по стороне.
- цукэ  (яп. 付ケ) — ход вплотную к камню противника при условии, что это единственный камень, с которым поставленный непосредственно соприкасается после хода.

## Тактика и стратегия
- адзи  (яп. 味) — скрытый дефект позиции, который, однако, может быть использован противником только в определённых условиях. Типичный пример — когда мёртвые камни игрока, находящиеся внутри формы противника, создают возможность её атаки. Адзи называют «плохим», когда говорят об игроке, у которого есть такой дефект, и «хорошим», когда о противнике такого игрока. Реализация хорошего адзи обычно состоит в ходе, после которого противник будет вынужден ликвидировать своё плохое адзи, потратив на это ход, потеряв таким образом сэнтэ.
- адзи кэси  (яп. 味消) — ход, приводящий к устранению плохого адзи у противника. Адзи кэси — чаще всего ошибка, поскольку лишает игрока возможности впоследствии воспользоваться адзи.
- атари (яп. 当タリ) — позиция, в которой камень или группа игрока имеет только одно дамэ. Если игрок не предпринимает защитных действий, на следующем ходу последнее дамэ может быть занято противником, в результате чего камень или группа будут сняты.
- атэ  (яп. 当テ) — ход, в результате которого камень или группа противника оказывается под атари.
- ватари  (яп. 渡リ) — соединение двух групп по первой линии в обход камней противника.
- влияние — наличие предпосылок для успешной борьбы на определённом участке доски, называемом сферой влияния.
- готэ  (яп. 後手) — ход, не требующий от противника немедленного ответа, или последовательность ходов, в которой последний ход вынужден делать тот же игрок, который делал первый. Готэ отдаёт противнику инициативу, поскольку он не связан необходимостью отвечать на предыдущий ход игрока и может сам выбирать, в какой части доски ходить дальше.

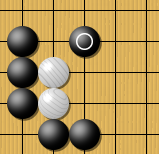
Гэта. Помеченный ход чёрных создаёт ловушку. При попытке белых убежать они блокируются и уничтожаются.

- гэта (от яп. 下駄, «гэта» — названия японских традиционных деревянных сандалий), русский вариант — ловушка или сеть — один из приёмов захвата камней противника. Применяется против камня, находящегося в углу, образованном краями доски или камнями противника. Идея — сделать ход по диагонали к камню, находящемуся в углу, лишив противника возможности сделать ход косуми. После этого любые попытки выхода из угла могут быть легко блокированы.
- дамэдзумари, дамедзумари  (яп. 駄目ヅマリ) — недостаток дамэ у группы.
- дзёсэки  (яп. 定石) — стандартный розыгрыш угла, обычно одинаково выгодный для обеих сторон. Существует множество дзёсэки, по ним выпускаются специальные справочники.
- дзиго  (яп. 持碁) — ничья. Ничья в го может получиться в партии без коми. Кроме того, ничья может быть объявлена в некоторых особых ситуациях в партии.
- ёсумиру, йосумиру  (яп. 様子見る) — пробный ход, делающийся для определения намерений противника.
- живой — камень, группа, которые не могут быть захвачены противником. См. мёртвый.

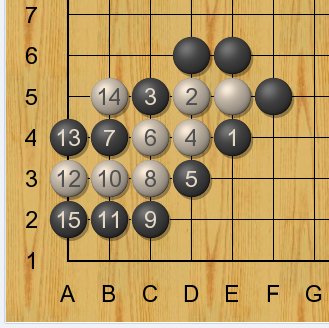
Ситё — порядок ходов

- защёлка — приём захвата камней противника. Заключается в жертве своего камня, за счёт которой для группы противника создаётся дамэдзумари.
- исиносита (яп. 石の下) — жертва четырёх или более камней, дающая возможность захватить камни противника и обеспечить жизнь своей группе.
- кикаси  (яп. 利カシ) — вынуждающий ход, требующий от противника определённого ответа в том же месте доски.
- ко  (яп. 劫) — позиция, в которой игроки могут попеременно брать камни в одних и тех же пунктах. Правило ко запрещает повторение позиции, поэтому для повторного взятия камня в позиции ко игрок должен сначала сделать какой-либо другой ход.
- ко-борьба — борьба за захват камней в позиции ко, обычно ведётся с помощью ко-угроз.
- ко-угроза — в ко-борьбе — ход, на который противник вынужден ответить, как правило, вполне определённым образом, чтобы не потерять больше, чем от потери камней в ко. Ко-угроза делается в ответ на взятие ко противником, чтобы тот не смог ответным ходом закрыть позицию ко и камень в ней можно было взять через ход.
- лестница — то же, что и ситё.
- мёртвый — камень или группа, которые не смогут защититься и в случае атаки противника неизбежно погибнут. См. живой.
- нейтральный пункт — пункт, который не относится и не может быть присоединён к территории ни одного из игроков. В японских правилах го нейтральные пункты никак не влияют на результат партии и просто не учитываются. В правилах, где очки приносят не только пункты территории, но и поставленные на доску камни, в конце игры противники заполняют камнями нейтральные пункты, разделяя, таким образом, очки за них между собой.

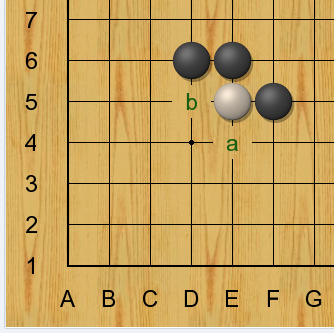
Ситё — начальная позиция

- обезьяна, прыжок обезьяны — ход огэйма (большой ход конём) со второй линии на первую или наоборот (одна из разновидностей одзару).
- одзару, озару  (яп. 大猿 о:дзару) — уменьшение территории противника путём вторжения в неё по краю доски.
- разрезание — ход, препятствующий соединению камней противника.
- самэай — сражение двух групп на взаимное уничтожение. Побеждает в самэае тот, кто успевает первым занять все дамэ группы противника.

- ситё  (яп. 征) — приём захвата камней противника. Используется также переведённое название «лестница». Название вызвано тем, что в результате применения получается конструкция из камней, напоминающая лестницу.
- соединение — положение двух камней, в котором противник не может их разделить и уничтожить по отдельности, а также ход, который создаёт такое положение. Соединение может быть прямым, когда два камня стоят на соседних по вертикали или горизонтали пунктах, либо соединены цепочкой попарно соединённых камней, а может — непрямым (техническим), когда камни не соединены непосредственно, но расположены так, что в случае атаки противника их можно гарантированно соединить. Форма бамбук — пример непрямого соединения.
- сэнтэ  (яп. 先手) — ход, на который противник обязательно должен ответить, в противном случае он понесёт большие потери. В противоположность готэ, сэнтэ позволяет сохранить инициативу.
- тэнуки  (яп. 手拔き) — ход, не являющийся прямым ответом на предыдущий ход противника. Тэнуки применяются для перехвата инициативы, чтобы заставить противника отвечать на ходы игрока.
- тэсудзи  (яп. 手筋) — хороший, высококачественный, «образцовый» для данной позиции ход.
- фурикавари  (яп. 振リ替ワリ) — размен. Игрок отказывается от защиты своих камней, территории, влияния, используя жертву для захвата чего-либо, принадлежащего партнёру.
- хамэтэ  (яп. 嵌メ手) — ход-ловушка. Не лучший ход, намеренно сделанный в расчёте на ошибку противника.

## Названия
- надарэ  (яп. 雪崩) — название одного из распространённых дзёсэки (в переводе с японского означает лавина, так как по форме напоминает снег (белые камни), скатывающийся с горы (чёрные камни)).
- нирэнсэй  (яп. 二連星) — название фусэки, в котором чёрные первыми ходами последовательно занимают две точки хоси в углах, расположенных по одной стороне доски.
- о-надарэ  (яп. 大雪崩 о:надарэ) — одна из разновидностей надарэ (большое надарэ).
- санрэнсэй  (яп. 三連星) — название фусэки, в котором чёрные первыми ходами занимают три точки хоси вдоль одного края доски — две в углах и одну в середине стороны.
- Сюсаку фусэки  (яп. 修策布石) — фусэки, где чёрные делают первые ходы в комоку в разных углах вдоль одной стороны доски. Название связано с именем Хонъимбо Сюсаку, активно использовавшего это начало.
- тайся  (яп. 大斜) — название одного из дзёсэки.
- тасуки  (яп. 襷) — название одного из видов симметричного диагонального фусэки.
- цукэноби  (яп. 付ケ伸(延)ビ) — название дзёсэки. В нём сначала делается ход вплотную к камню противника (цукэ), а следующим ходом ставится камень вплотную к поставленному ранее (ноби).

## Прочее
- Ками но иттэ  (яп. 神の一手) — «Божественный ход», действительно вдохновляющий и оригинальный ход: неочевидный и сочетающий в себе стратегию и тактику, чтобы превратить проигрышную игру в выигрышную. Божественные ходы уникальны и встречаются чрезвычайно редко, даже сильный игрок в го может сыграть один такой ход за всю жизнь и или не сыграть вообще. Сделать божественный ход это высшая цель любого игрока в го. Общепризнанным примером божественного хода является ход покрасневших ушей сделанный Хонъимбо Сюсаку в 1846 году.
- тэвари  (яп. 手割) — способ анализа позиции, при котором с доски поочерёдно снимают камни игроков, приводя позицию к такой, оценка которой уже известна.
- цумэ-го  (яп. 詰め碁) — задачи, представляющие собой позицию (чаще всего — на малой доске или на ограниченном фрагменте полной доски), в которой требуется найти правильную последовательность ходов за одну из сторон.